# Physodontia
Physodontia är ett släkte av svampar. Physodontia ingår i ordningen Hymenochaetales, klassen Agaricomycetes, divisionen basidiesvampar,  och riket svampar.
|             | Schizoporaceae                          |
|             |                                         |
|             | Hymenochaetaceae                        |
|             |                                         |
|             | Fibricium                               |
|             |                                         |
|             | Caeruleomyces                           |
|             |                                         |
|             | Sphagnomphalia                          |
|             |                                         |
|             | Atheloderma                             |
|             |                                         |
|             | Subulicium                              |
|             |                                         |
| Physodontia | \| \| Physodontia lundellii \| \| \| \| |
|             | \| \| Physodontia lundellii \| \| \| \| |
|             | Physodontia lundellii                   |
|             |                                         |

|  | Physodontia lundellii |
|  |                       |